# 马伊诺·内里
马伊诺·内里（義大利語：Maino Neri，1924年6月30日—1995年12月8日），意大利男子足球运动员。他曾代表意大利参加1954年国际足联世界杯。他也曾参加1948年和1952年夏季奥林匹克运动会。